# Radio Białoruś
Radio Białoruś (Radyjostacyja Biełaruś) – państwowe radio białoruskie, nadające  dla zagranicy, istnieje od 11 maja 1962 roku i emituje audycje polityczne, muzyczne i kulturalne. Od 2005 roku realizowana jest także emisja internetowa. Siedziba stacji znajduje się w Mińsku. Radio nadaje codziennie przez 16 godzin w siedmiu językach (białoruskim, niemieckim, rosyjskim, angielskim, polskim i hiszpańskim).
Dodatkowo nadaje codziennie w Internecie na żywo w języku angielskim. Od 3 stycznia 2005 do końca sierpnia 2005 była to emisja przez 5 godzin na dobę. Od 1 września jest to 10 godzin na dobę. 
Przykładowe programy w języku polskim to: „Zapraszamy na Białoruś”, „Dziennik muzyczny”, „Damski salon”.

## Częstotliwości nadawania
Nadajniki FM:
- Brześć – 96,4 MHz
- Grodno – 96,9 MHz
- Świsłocz – 100,8 MHz
- Gieranony – 99,9 MHz
- Brasław – 105,6 MHz
- Miadzioł (Miadziel) – 102,0 MHz

Emisja na falach średnich (nadajniki wyłączone 1 kwietnia 2016 roku): 
- 1170 kHz – w godzinach od 19:00 do 00:00 czasu UTC

Emisja na falach krótkich (nadajniki wyłączone 1 kwietnia 2016 roku): 
- 7390 kHz, 7360 kHz – w godzinach od 11:00 do 23.00 czasu UTC
- 6155 kHz w godzinach od 18:05 – 23:00 czasu UTC